# Méry-sur-Cher

Méry-sur-Cher este o comună în departamentul Cher, Franța. În 1 ianuarie 2022 avea o populație de 710 de locuitori.